# Pecteilis henryi
Pecteilis henryi är en orkidéart som beskrevs av Rudolf Schlechter. Pecteilis henryi ingår i släktet Pecteilis och familjen orkidéer. Inga underarter finns listade i Catalogue of Life.